# 합천 화양리 소나무
합천 화양리 소나무는 대한민국 경상남도 합천군 묘산면 화양리에 있는 소나무이다. 대한민국의 천연기념물 제289호로 지정되어 있다. 나이는 400살 정도로 추정되며, 높이 17.7미터, 둘레 6.15미터의 크기이다. 가지가 2.5∼3.3미터 높이에서 갈라져 아래로 처지는데 그 모습이 독특하다. 나무 껍질이 거북이 등처럼 갈라져 있고 가지가 용처럼 생겼다 하여 구룡목(龜龍木)이라고도 한다.